# Bibliothèque municipale de Jyväskylä
La bibliothèque municipale de Jyväskylä (en finnois : Jyväskylän kaupunginkirjasto) est un réseau de bibliothèques à Jyväskylä en Finlande.

## Bibliothèques du réseau
Les bibliothèques du réseau sont:

### Bibliothèque principale
- Bibliothèque principale de Jyväskylä (Vapaudenkatu 39–41, 40100 Jyväskylä)

### Bibliothèques régionales
- Bibliothèque de Palokka (Koivutie 5, 40270 Palokka)
- Bibliothèque de Vaajakoski (Urheilutie 36 B, 40800 Vaajakoski)

### Bibliothèques locales
- Bibliothèque d'Halssila (Lokintie 9, 40400 Jyväskylä)
- Bibliothèque d'Huhtasuo (Nevakatu 1, 40340 Jyväskylä)
- Bibliothèque de Keljonkangas (Pihkatie 4, 40530 Jyväskylä)
- Bibliothèque de Keltinmäki (Keltinmäentie 15 C, 40640 Jyväskylä)
- Bibliothèque de Korpilahti (Virastokuja 2, 41800 Korpilahti)
- Bibliothèque de Kortepohja (Isännäntie 3, 40740 Jyväskylä)
- Bibliothèque de Kuokkala (Liitukuja 4, 40520 Jyväskylä)
- Bibliothèque de Säynätsalo (Parviaisentie 9, 40900 Säynätsalo)
- Bibliothèque de Tikkakoski (Kirkkokatu 3, 41160 Tikkakoski)
- Bibliothèque de Vesanka (Rientolantie 40, 41940 Vesanka)

### Petites bibliothèques
- Lohikosken pienkirjasto (Haavikkotie 4, 40250 Jyväskylä)

### Bibliothèques mobiles
- Bibliothèque mobile Aino
- Bibliothèque mobile Martti
- Bibliothèque mobile Wivi

## Groupement de bibliothèques Keski
La Bibliothèque municipale de Jyväskylä fait partie du réseau de bibliothèques Keski, qui est un groupement des bibliothèques municipales de Finlande centrale ayant une liste de collections commune et des règles d'utilisation communes.